# Tsumi
Tsumi (罪?) es un término colectivo usado en el sintoísmo que refleja un estado de deshonra e impureza luego de cometer actos criminales o inmorales, en cierto modo es análogo al pecado. El incesto, el contacto con la sangre o la muerte y el vandalismo agrícola son ejemplos de tsumi. También las enfermedades, los desastres y errores son considerados también como tsumi.
Contraer el tsumi significa una deshonra hacia los kami, por lo que se requiere la purificación del sujeto contaminado, a través de un rito llamado oharai para lograr dicho objetivo.
El tsumi se puede dividir en dos categorías: amatsu tsumi (天つ罪?) y kunitsu tsumi (国つ罪?), ambos términos fueron especificados en el Engishiki.

## Amatsu tsumi
Amatsu tsumi se refiere a los ocho crímenes cometidos por el kami Susanoo cuando subió a Takamagahara y vandalizó la planicie celestial:
- Ahanachi (畔放?): destruir los bordes de los campos;
- Mizoume (溝埋?): tapar los desagües;
- Hihanachi (樋放?): destruir los campos;
- Shikimaki (頻播?): hacer doble plantación sobre el campo;
- Kushizashi (串刺?): poner estacas para apropiarse otros campos;
- Ikihagi (生剥?): desollar animales vivos;
- Sakahagi (逆剥?): desollar desde atrás hacia adelante;
- Kusohe (糞戸?): defecar.

## Kunitsu tsumi
Kunitsu tsumi se refiere a los pecados mundanos y otros crímenes hechos por el ser humano como el incesto, la bestialidad, la magia o sucesos de mal agüero que conducen a eventos catastróficos severos.